# Digitigradi

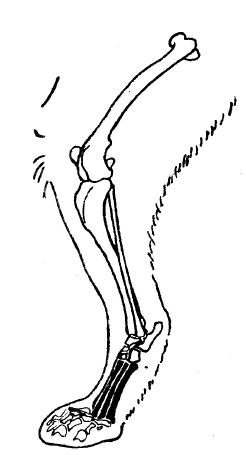
Illustrazione dell'arto di un cane, che evidenzia la struttura digitigrada

I digitigradi sono animali che usano come unico punto d'appoggio le loro falangi. I digitigradi includono uccelli che camminano (in cui molti confondono per ginocchia quelle che in realtà sono caviglie), gatti, cani, e molti altri mammiferi, esclusi umani, orsi, e altri (come i plantigradi, ungulati). I digitigradi sono in genere più veloci degli altri animali.
Mentre gli umani (ad esempio) camminano appoggiando tutto il piede a terra, gli animali digitigradi camminano appoggiando solo le falangine e le falangette. La locomozione digitigrada è responsabile per la distintiva forma adunca delle zampe dei cani.
Vi sono differenze anatomiche fra gli arti dei plantigradi e dei digitigradi. Gli animali digitigradi hanno un carpo e un tarso relativamente lunghi e l'osso che corrisponde alla caviglia degli umani, è situato più in alto nelle gambe. Ciò effettivamente allunga il piede, tanto che si pensa spesso che le "mani" e i "piedi" dei digitigradi corrispondano solo alle dita degli umani.

## Esempi di digitigradi

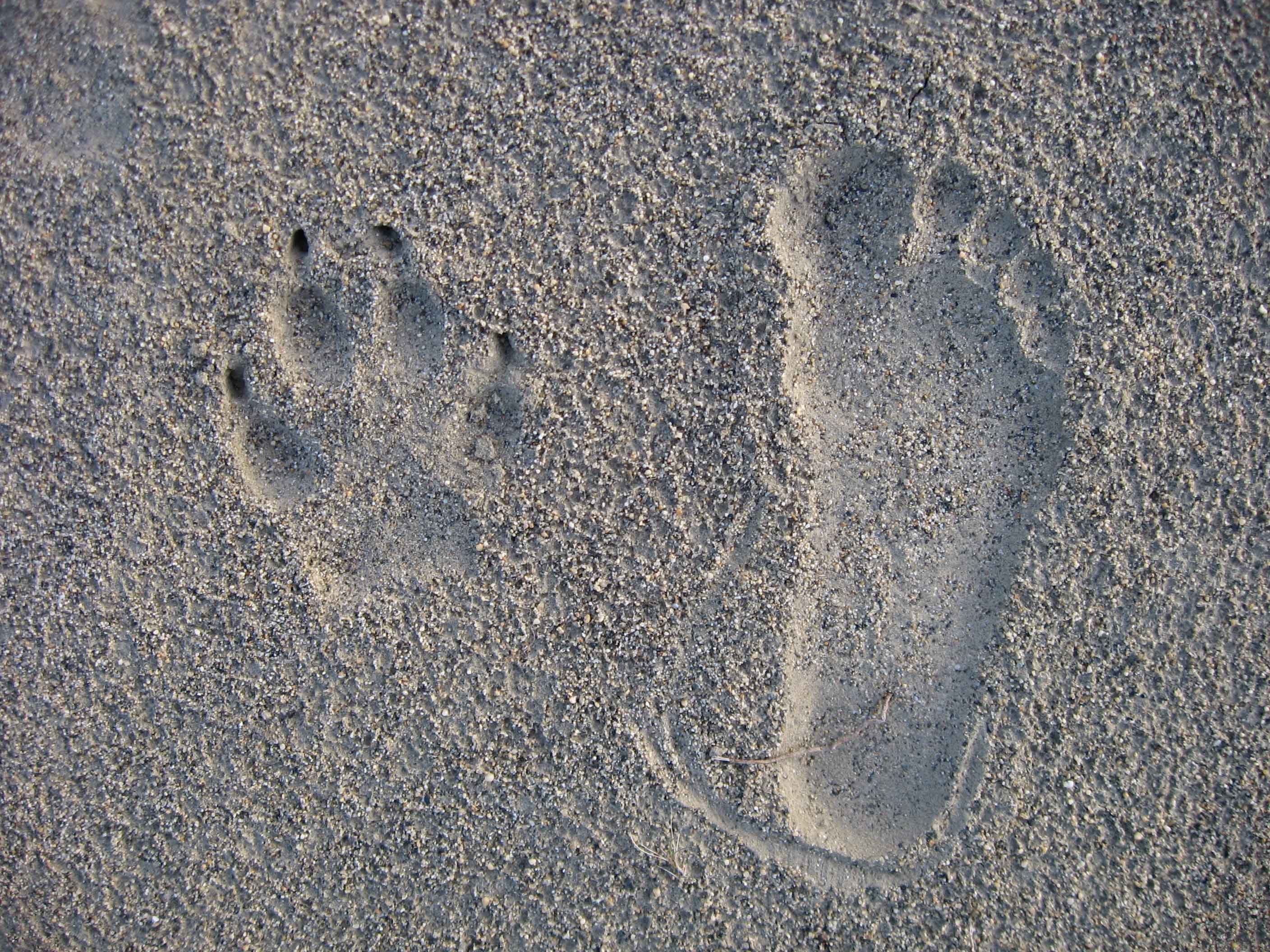
La differenza tra l'orma di un digitigrado (un lupo, a sinistra) e di un plantigrado (un umano, a destra)

- Uccelli
- Canidi
  - Lupo
  - Cane
  - Coyote
- Felidi
  - Gatto
  - Leone
- Elefante (semi-digitigrado)[1]